# Copa Colombia 2018
La Copa Colombia 2018 (oficialmente y por motivos de patrocinio, Copa Águila 2018) fue la decimosexta edición del torneo nacional de Copa organizado por la División Mayor del Fútbol Colombiano que enfrenta a los clubes de las categorías Primera A y Primera B del fútbol en Colombia. El campeón del torneo, Atlético Nacional obtuvo un cupo a la Copa Libertadores 2019.
El calendario de partidos fue sorteado el 24 de enero en la sede de la Federación Colombiana de Fútbol en Bogotá.

## Sistema de juego
La Copa Colombia tendrá una nueva modificación a partir de esta temporada jugándose por primera vez desde su reimplementación en 2008 al estilo de torneos como la Copa Sudamericana en la que todas las fases son de eliminación directa.
|                                         |                                         | Equipos que entran en esta fase                                                         | Equipos que provienen de la fase anterior |
| --------------------------------------- | --------------------------------------- | --------------------------------------------------------------------------------------- | ----------------------------------------- |
| Fase I (16 equipos)                     | Fase I (16 equipos)                     | - 16 equipos clasificados de la Primera B                                               |                                           |
| Fase II (8 equipos)                     | Fase II (8 equipos)                     |                                                                                         | - 8 equipos de la Fase I                  |
| Fase III (16 equipos)                   | Fase III (16 equipos)                   | - 12 equipos clasificados de la Primera A que no están en competencias internacionales. | - 4 equipos clasificados de la Fase II    |
| Fase IV (Octavos de final) (16 equipos) | Fase IV (Octavos de final) (16 equipos) | - 8 equipos clasificados de la Primera A que están en competencias internacionales.     | - 8 equipos clasificados de la Fase III   |

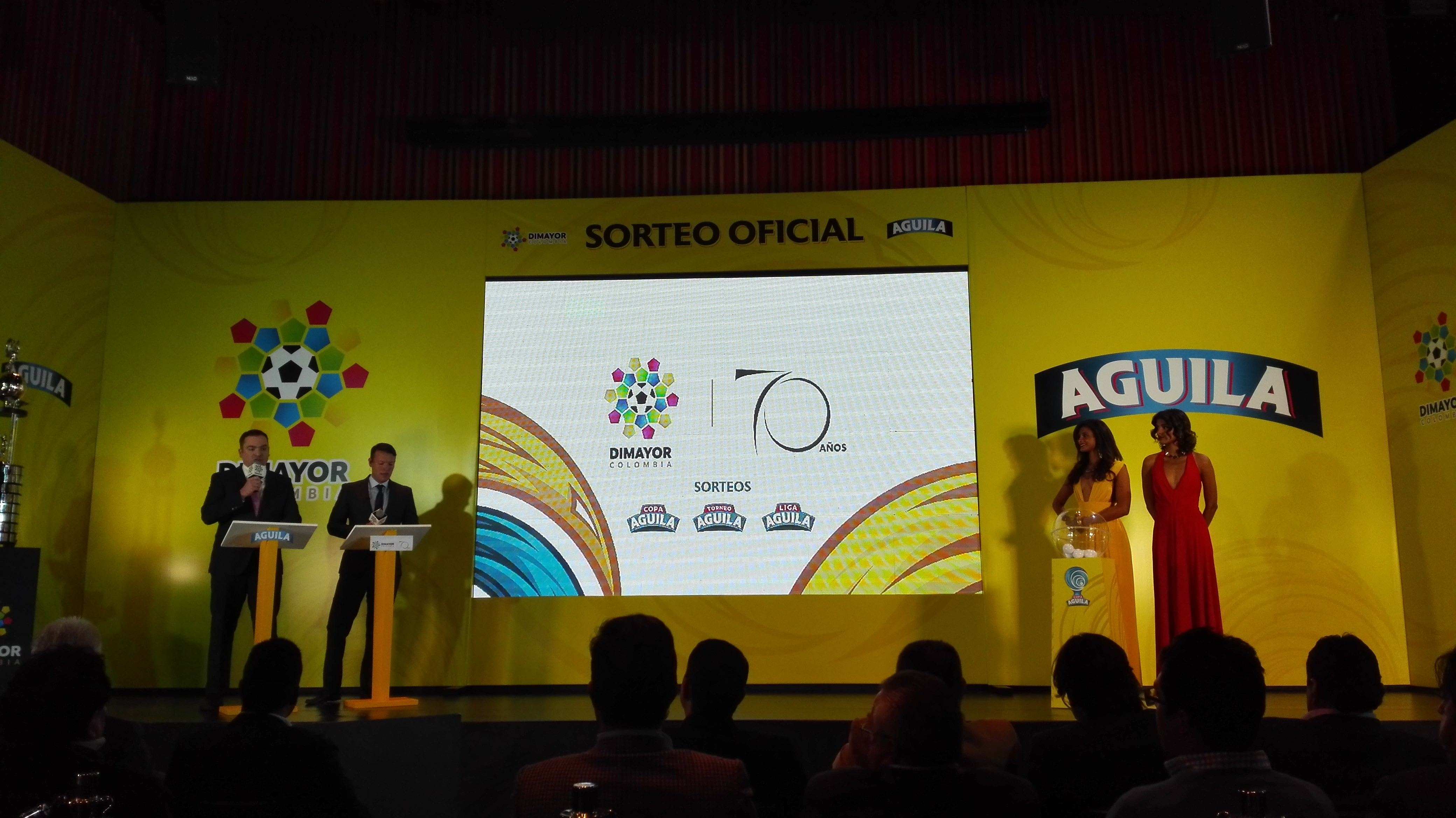
Sorteo del fútbol colombiano 2018.

Los 36 equipos afiliados a la División Mayor del Fútbol Colombiano (Dimayor) toman parte del torneo. En el año 2018 se verán varios cambios en el torneo:
Las fases I y II contarán con la participación de los 16 equipos de la Segunda División, en dos rondas de eliminación directa en partidos de ida y vuelta para definir los cuatro equipos clasificados a la siguiente fase.
En la fase III, se añadirán a los 4 cupos previos, los 12 equipos de la Primera División que no hayan clasificado a torneos internacionales para completar 16 participantes. En una ronda de partidos de ida y vuelta se definirán ocho clasificados.  
Por último, en la fase final, estarán los ocho equipos colombianos clasificados a torneos internacionales: Atlético Nacional, Millonarios, Santa Fe y Junior participantes de la Copa Libertadores 2018; Deportivo Cali, América, Jaguares e Independiente Medellín participantes de la Copa Sudamericana 2018. A ellos se sumarán los ocho clasificados de la fase III, completando en total 16 equipos. La fase final se divide en 4 rondas de eliminación directa hasta definir el campeón del torneo: octavos de final, cuartos de final, semifinales y la final disputándose en partidos de ida y vuelta.

## Datos de los clubes
| - Alianza Petrolera - América de Cali - Atlético Bucaramanga - Atlético Huila - Atlético Nacional - Boyacá Chicó - Deportes Tolima - Deportivo Cali - Deportivo Pasto - Envigado F. C. | - Independiente Medellín - Jaguares - Junior - La Equidad - Itagüí Leones - Millonarios - Once Caldas - Patriotas - Rionegro Águilas - Santa Fe |

| - Atlético F. C. - Barranquilla F. C. - Bogotá F. C. - Cortuluá - Cúcuta Deportivo - Deportes Quindío - Deportivo Pereira - Fortaleza CEIF | - Llaneros - Orsomarso - Real Cartagena - Real Santander - Tigres F. C. - Unión Magdalena - Universitario - Valledupar F. C. |

## Primeras fases

### Fase I
Se enfrentan los 16 equipos de la Categoría Primera B 2018 organizados en ocho llaves teniendo en cuenta la tabla de reclasificación del 2017, donde los ocho mejores clubes (sin tener en cuenta los dos clubes que ascendieron a Primera División) serán cabeza de serie de cada llave desde la A; los ocho equipos restantes (incluidos los dos descendidos Cortuluá y Tigres F. C.) serán sorteados en las llaves. 
| Cabezas de serie | A sortear |
| --- | --- |
| - Cúcuta Deportivo - Deportivo Pereira - Deportes Quindío - Llaneros - Barranquilla F. C. - Orsomarso - Real Santander - Real Cartagena | - Cortuluá - Tigres F. C. - Unión Magdalena - Fortaleza CEIF - Valledupar F. C. - Atlético F. C. - Universitario - Bogotá F. C. |

| Fechas                      | Local ida        | Global       | Local vuelta       | Ida | Vuelta | Llave |
| --------------------------- | ---------------- | ------------ | ------------------ | --- | ------ | ----- |
| 22 de febrero y 14 de marzo | Atlético F. C.   | 0:2          | Cúcuta Deportivo   | 0:1 | 0:1    | A     |
| 22 de febrero y 14 de marzo | Fortaleza CEIF   | 3:4          | Deportivo Pereira  | 3:1 | 0:3    | B     |
| 21 de febrero y 14 de marzo | Bogotá F. C.     | 1:4          | Deportes Quindío   | 1:1 | 0:3    | C     |
| 10 y 14 de marzo            | Unión Magdalena  | 1:1 (5:6 p.) | Llaneros           | 0:0 | 1:1    | D     |
| 22 de febrero y 13 de marzo | Tigres F. C.     | 0:1          | Barranquilla F. C. | 0:0 | 0:1    | E     |
| 21 de febrero y 13 de marzo | Universitario    | 1:0          | Orsomarso          | 1:0 | 0:0    | F     |
| 22 de febrero y 14 de marzo | Cortuluá         | 3:1          | Real Santander     | 2:1 | 1:0    | G     |
| 21 de febrero y 13 de marzo | Valledupar F. C. | 2:3          | Real Cartagena     | 1:2 | 1:1    | H     |

### Fase II
Se enfrentan los 8 ganadores de la fase 1, Llave A: Ganador Llave A vs Ganador Llave H; Llave B: Ganador Llave B vs Ganador Llave G; Llave C: Ganador Llave C vs Ganador Llave F; Llave D: Ganador Llave D vs Ganador Llave E.
Serán locales en los partidos de vuelta los clubes que hayan accedido a la Fase II con mejor puntuación, teniendo en cuenta todos los elementos de desempate.
| Fechas                    | Local ida         | Global | Local vuelta       | Ida | Vuelta | Llave |
| ------------------------- | ----------------- | ------ | ------------------ | --- | ------ | ----- |
| 12 y 26 de abril          | Real Cartagena    | 1:3    | Cúcuta Deportivo   | 0:1 | 1:2    | A     |
| 29 de marzo y 12 de abril | Deportivo Pereira | 4:1    | Cortuluá           | 4:0 | 0:1    | B     |
| 28 de marzo y 11 de abril | Universitario     | 2:3    | Deportes Quindío   | 1:3 | 1:0    | C     |
| 29 de marzo y 12 de abril | Llaneros          | 1:3    | Barranquilla F. C. | 0:1 | 1:2    | D     |

### Fase III
En esta fase participarán los cuatro clubes ganadores de la fase anterior más 12 equipos de Primera División (no clasificados a torneos internacionales) los cuales serán organizados teniendo en cuenta la tabla de reclasificacion del 2017. La misma tabla determinó que son locales en el partido de ida los equipos ubicados de la posición 9 a 20, el ascendido Itagüí Leones ocupará la posición 19 y Boyacá Chicó la posición 20.
| Equipos | Equipos |
| --- | --- |
| - Cúcuta Deportivo - Deportivo Pereira - Deportes Quindío - Barranquilla F. C. - Deportivo Pasto - Deportes Tolima - La Equidad - Atlético Bucaramanga | - Boyacá Chicó - Itagüí Leones - Rionegro Águilas - Once Caldas - Envigado F. C. - Patriotas - Alianza Petrolera - Atlético Huila |

| Fechas         | Local ida         | Global       | Local vuelta         | Ida | Vuelta | Llave |
| -------------- | ----------------- | ------------ | -------------------- | --- | ------ | ----- |
| 3 y 10 de mayo | Boyacá Chicó      | 4:3          | Cúcuta Deportivo     | 2:1 | 2:2    | A     |
| 3 y 10 de mayo | Itagüí Leones     | 3:3 (4:2 p.) | Deportivo Pereira    | 0:1 | 3:2    | B     |
| 3 y 10 de mayo | Rionegro Águilas  | 0:1          | Deportes Quindío     | 0:1 | 0:0    | C     |
| 2 y 10 de mayo | Once Caldas       | 4:1          | Barranquilla F. C.   | 2:0 | 2:1    | D     |
| 9 y 16 de mayo | Envigado F. C.    | 2:1          | Deportivo Pasto      | 0:0 | 2:1    | E     |
| 2 y 9 de mayo  | Patriotas         | 1:1 (4:3 p.) | Deportes Tolima      | 1:1 | 0:0    | F     |
| 2 y 9 de mayo  | Alianza Petrolera | 1:1 (4:5 p.) | La Equidad           | 1:1 | 0:0    | G     |
| 3 y 9 de mayo  | Atlético Huila    | 3:4          | Atlético Bucaramanga | 1:0 | 2:4    | H     |

## Cuadro final
Los emparejamientos de la Fase IV, Octavos de final, serán definidos en un sorteo una vez finalizada la tercera fase del torneo, donde los ocho equipos ganadores de las llaves de la fase anterior se cruzarán con los otros ocho clasificados (ocho equipos clasificados a torneos internacionales). En consecuencia, las llaves se definirán con los siguientes bolilleros de equipos clasificados: 
| Cabezas de serie | A sortear |
| --- | --- |
| - Boyacá Chicó - Itagüí Leones - Deportes Quindío - Once Caldas - Envigado F. C. - Patriotas - La Equidad - Atlético Bucaramanga | - Atlético Nacional - Millonarios - Santa Fe - Junior - Independiente Medellín - América de Cali - Deportivo Cali - Jaguares |

|  | Octavos de final       | Octavos de final   | Octavos de final   |                   |   | Cuartos de final       | Cuartos de final       | Cuartos de final       |  |  | Semifinales        | Semifinales        | Semifinales        |  |  | Final                          | Final                          | Final                          |
|  | 15 al 30 de agosto     | 15 al 30 de agosto | 15 al 30 de agosto |                   |   | 12 al 26 de septiembre | 12 al 26 de septiembre | 12 al 26 de septiembre |  |  | 3 al 10 de octubre | 3 al 10 de octubre | 3 al 10 de octubre |  |  | 24 de octubre y 1 de noviembre | 24 de octubre y 1 de noviembre | 24 de octubre y 1 de noviembre |
|  |                        |                    |                    |                   |   |                        |                        |                        |  |  |                    |                    |                    |  |  |                                |                                |                                |
|  |                        |                    |                    |                   |   |                        |                        |                        |  |  |                    |                    |                    |  |  |                                |                                |                                |
|  |                        |                    |                    |                   |   |                        |                        |                        |  |  |                    |                    |                    |  |  |                                |                                |                                |
|  | Boyacá Chicó           | 0                  | 0                  |                   |   |                        |                        |                        |  |  |                    |                    |                    |  |  |                                |                                |                                |
|  | Boyacá Chicó           | 0                  | 0                  |                   |   |                        |                        |                        |  |  |                    |                    |                    |  |  |                                |                                |                                |
|  | Millonarios            | 2                  | 2                  |                   |   |                        |                        |                        |  |  |                    |                    |                    |  |  |                                |                                |                                |
|  | Millonarios            | 2                  | 2                  | Millonarios       | 0 | 1 (3)                  |                        |                        |  |  |                    |                    |                    |  |  |                                |                                |                                |
|  |                        |                    |                    |                   | 0 | 1 (3)                  |                        |                        |  |  |                    |                    |                    |  |  |                                |                                |                                |
|  |                        | Jaguares           | 0                  | 1 (1)             |   |                        |                        |                        |  |  |                    |                    |                    |  |  |                                |                                |                                |
|  | Atlético Bucaramanga   | Jaguares           | 0                  | 1 (1)             | 1 | 1 (5)                  |                        |                        |  |  |                    |                    |                    |  |  |                                |                                |                                |
|  | Atlético Bucaramanga   |                    |                    |                   | 1 | 1 (5)                  |                        |                        |  |  |                    |                    |                    |  |  |                                |                                |                                |
|  | Jaguares               | 2                  | 0 (6)              |                   |   |                        |                        |                        |  |  |                    |                    |                    |  |  |                                |                                |                                |
|  | Jaguares               | 2                  | 0 (6)              | Millonarios       | 0 | 1                      |                        |                        |  |  |                    |                    |                    |  |  |                                |                                |                                |
|  |                        |                    |                    |                   | 0 | 1                      |                        |                        |  |  |                    |                    |                    |  |  |                                |                                |                                |
|  |                        | Once Caldas        | 1                  | 1                 |   |                        |                        |                        |  |  |                    |                    |                    |  |  |                                |                                |                                |
|  | Once Caldas            | Once Caldas        | 1                  | 1                 | 1 | 2                      |                        |                        |  |  |                    |                    |                    |  |  |                                |                                |                                |
|  | Once Caldas            |                    |                    |                   | 1 | 2                      |                        |                        |  |  |                    |                    |                    |  |  |                                |                                |                                |
|  | Independiente Medellín | 0                  | 1                  |                   |   |                        |                        |                        |  |  |                    |                    |                    |  |  |                                |                                |                                |
|  | Independiente Medellín | 0                  | 1                  | Once Caldas       | 1 | 0 (6)                  |                        |                        |  |  |                    |                    |                    |  |  |                                |                                |                                |
|  |                        |                    |                    |                   | 1 | 0 (6)                  |                        |                        |  |  |                    |                    |                    |  |  |                                |                                |                                |
|  |                        | Santa Fe           | 1                  | 0 (5)             |   |                        |                        |                        |  |  |                    |                    |                    |  |  |                                |                                |                                |
|  | Envigado F. C.         | Santa Fe           | 1                  | 0 (5)             | 0 | 2                      |                        |                        |  |  |                    |                    |                    |  |  |                                |                                |                                |
|  | Envigado F. C.         |                    |                    |                   | 0 | 2                      |                        |                        |  |  |                    |                    |                    |  |  |                                |                                |                                |
|  | Santa Fe               | 1                  | 2                  |                   |   |                        |                        |                        |  |  |                    |                    |                    |  |  |                                |                                |                                |
|  | Santa Fe               | 1                  | 2                  | Atlético Nacional | 2 | 2                      |                        |                        |  |  |                    |                    |                    |  |  |                                |                                |                                |
|  |                        |                    |                    |                   | 2 | 2                      |                        |                        |  |  |                    |                    |                    |  |  |                                |                                |                                |
|  |                        | Once Caldas        | 2                  | 1                 |   |                        |                        |                        |  |  |                    |                    |                    |  |  |                                |                                |                                |
|  | Itagüí Leones          | Once Caldas        | 2                  | 1                 | 0 | 2 (4)                  |                        |                        |  |  |                    |                    |                    |  |  |                                |                                |                                |
|  | Itagüí Leones          |                    |                    |                   | 0 | 2 (4)                  |                        |                        |  |  |                    |                    |                    |  |  |                                |                                |                                |
|  | América de Cali        | 2                  | 0 (3)              |                   |   |                        |                        |                        |  |  |                    |                    |                    |  |  |                                |                                |                                |
|  | América de Cali        | 2                  | 0 (3)              | Itagüí Leones     | 0 | 3 (4)                  |                        |                        |  |  |                    |                    |                    |  |  |                                |                                |                                |
|  |                        |                    |                    |                   | 0 | 3 (4)                  |                        |                        |  |  |                    |                    |                    |  |  |                                |                                |                                |
|  |                        | La Equidad         | 0                  | 3 (2)             |   |                        |                        |                        |  |  |                    |                    |                    |  |  |                                |                                |                                |
|  | La Equidad             | La Equidad         | 0                  | 3 (2)             | 2 | 1                      |                        |                        |  |  |                    |                    |                    |  |  |                                |                                |                                |
|  | La Equidad             |                    |                    |                   | 2 | 1                      |                        |                        |  |  |                    |                    |                    |  |  |                                |                                |                                |
|  | Deportivo Cali         | 0                  | 0                  |                   |   |                        |                        |                        |  |  |                    |                    |                    |  |  |                                |                                |                                |
|  | Deportivo Cali         | 0                  | 0                  | Atlético Nacional | 1 | 3                      |                        |                        |  |  |                    |                    |                    |  |  |                                |                                |                                |
|  |                        |                    |                    |                   | 1 | 3                      |                        |                        |  |  |                    |                    |                    |  |  |                                |                                |                                |
|  |                        | Itagüí Leones      | 0                  | 1                 |   |                        |                        |                        |  |  |                    |                    |                    |  |  |                                |                                |                                |
|  | Deportes Quindío       | Itagüí Leones      | 0                  | 1                 | 0 | 1                      |                        |                        |  |  |                    |                    |                    |  |  |                                |                                |                                |
|  | Deportes Quindío       |                    |                    |                   | 0 | 1                      |                        |                        |  |  |                    |                    |                    |  |  |                                |                                |                                |
|  | Junior                 | 1                  | 3                  |                   |   |                        |                        |                        |  |  |                    |                    |                    |  |  |                                |                                |                                |
|  | Junior                 | 1                  | 3                  | Junior            | 0 | 0                      |                        |                        |  |  |                    |                    |                    |  |  |                                |                                |                                |
|  |                        |                    |                    |                   | 0 | 0                      |                        |                        |  |  |                    |                    |                    |  |  |                                |                                |                                |
|  |                        | Atlético Nacional  | 1                  | 0                 |   |                        |                        |                        |  |  |                    |                    |                    |  |  |                                |                                |                                |
|  | Patriotas              | Atlético Nacional  | 1                  | 0                 | 0 | 0                      |                        |                        |  |  |                    |                    |                    |  |  |                                |                                |                                |
|  | Patriotas              |                    |                    |                   | 0 | 0                      |                        |                        |  |  |                    |                    |                    |  |  |                                |                                |                                |
|  | Atlético Nacional      | 1                  | 1                  |                   |   |                        |                        |                        |  |  |                    |                    |                    |  |  |                                |                                |                                |

### Octavos de final
- La hora de cada encuentro corresponde al huso horario que rige a Colombia (UTC-5).

| 22 de agosto, 19:30 | Millonarios               | 2:0 (2:0) | Boyacá Chicó | Estadio El Campín, Bogotá |                           |
|                     | Palacios 8' · Salazar 10' |           |              | Árbitro(s): Edilson Ariza | Árbitro(s): Edilson Ariza |

| 29 de agosto, 19:30 | Boyacá Chicó | 0:2 (0:2) | Millonarios               | Estadio La Independencia, Tunja |                          |
|                     |              |           | Ovelar 13' · Carrillo 21' | Árbitro(s): Jorge Duarte        | Árbitro(s): Jorge Duarte |

| 15 de agosto, 19:30 | Jaguares                  | 2:1 (2:0) | Atlético Bucaramanga | Estadio Jaraguay, Montería |                           |
|                     | García 4' · Vogliotti 44' |           | Filigrana 90'        | Árbitro(s): Jorge Tabares  | Árbitro(s): Jorge Tabares |

| 30 de agosto, 19:30 | Atlético Bucaramanga                                             | 1:0 (1:0) (5:6 p.)         | Jaguares                                                       | Estadio Alfonso López, Bucaramanga |                                    |
|                     | Pernía 43'                                                       |                            |                                                                | Árbitro(s): Luis Fernando Trujillo | Árbitro(s): Luis Fernando Trujillo |
|                     |                                                                  | Tiros desde el punto penal |                                                                |                                    |                                    |
|                     | Cárdenas · Rangel · Gómez · Mojica · Pérez · Gabriel · Rodríguez |                            | Cano · Cortés · Zuluaga · García · Alzáte · González · Córdoba |                                    |                                    |

| 16 de agosto, 19:30 | Independiente Medellín | 0:1 (0:0) | Once Caldas | Estadio Atanasio Girardot, Medellín |                               |
|                     |                        |           | Lemos 65'   | Árbitro(s): Lisandro Castillo       | Árbitro(s): Lisandro Castillo |

| 30 de agosto, 19:30 | Once Caldas                | 2:1 (0:1) | Independiente Medellín | Estadio Palogrande, Manizales |                             |
|                     | Perea 55' · Carreazo 90+1' |           | Cano 2'                | Árbitro(s): Carlos Betancur   | Árbitro(s): Carlos Betancur |

| 16 de agosto, 19:00 | Santa Fe | 1:0 (1:0) | Envigado F. C. | Estadio El Campín, Bogotá    |                              |
|                     | Moya 18' |           |                | Árbitro(s): Mauricio Mercado | Árbitro(s): Mauricio Mercado |

| 29 de agosto, 19:00 | Envigado F. C.          | 2:2 (1:0) | Santa Fe        | Estadio Polideportivo Sur, Envigado |                           |
|                     | Rojas 24' · Vergara 71' |           | Burbano 47' 67' | Árbitro(s): Edilson Ariza           | Árbitro(s): Edilson Ariza |

| 15 de agosto, 19:30 | América de Cali       | 2:0 (1:0) | Itagüí Leones | Estadio Pascual Guerrero, Cali |                           |
|                     | Aristeguieta 17', 68' |           |               | Árbitro(s): Edilson Ariza      | Árbitro(s): Edilson Ariza |

| 29 de agosto, 19:00 | Itagüí Leones                               | 2:0 (0:0) (4:3 p.)         | América de Cali                                     | Estadio M. Ciudad de Itagüí, Itagüí |                            |
|                     | Angulo 76', 80'                             |                            |                                                     | Árbitro(s): Ricardo García          | Árbitro(s): Ricardo García |
|                     |                                             | Tiros desde el punto penal |                                                     |                                     |                            |
|                     | Marulanda · Otero · Rendón · García · Gómez |                            | Balanta · Arboleda · Cifuentes · Viveros · Mosquera |                                     |                            |

| 16 de agosto, 20:00 | Deportivo Cali | 0:2 (0:0) | La Equidad      | Estadio Deportivo Cali, Palmira |                          |
|                     |                |           | Peralta 62' 78' | Árbitro(s): Éder Vergara        | Árbitro(s): Éder Vergara |

| 29 de agosto, 19:30 | La Equidad          | 1:0 (1:0) | Deportivo Cali | Estadio Metrop. de Techo, Bogotá |                             |
|                     | Quintero 37' (a.g.) |           |                | Árbitro(s): John Hinestroza      | Árbitro(s): John Hinestroza |

| 15 de agosto, 19:30 | Junior     | 1:0 (1:0) | Deportes Quindío | Est. Romelio Martínez, Barranquilla |                             |
|                     | Moreno 19' |           |                  | Árbitro(s): Never Manjarrés         | Árbitro(s): Never Manjarrés |

| 30 de agosto, 19:00 | Deportes Quindío | 1:3 (1:1) | Junior                                 | Estadio Centenario, Armenia |                          |
|                     | Figueroa 23'     |           | Serje 52' · González 75' · Sánchez 81' | Árbitro(s): Luis Sánchez    | Árbitro(s): Luis Sánchez |

| 15 de agosto, 19:30 | Atlético Nacional | 1:0 (0:0) | Patriotas | Estadio Atanasio Girardot, Medellín                      |                                                          |
|                     | Rivas 83'         | Reporte   |           | Asistencia: 11 607 espectadores Árbitro(s): Jorge Duarte | Asistencia: 11 607 espectadores Árbitro(s): Jorge Duarte |

| 21 de agosto, 19:30 | Patriotas | 0:1 (0:0) | Atlético Nacional | Estadio La Independencia, Tunja |                          |
|                     |           | Reporte   | Lucumí 84'        | Árbitro(s): Andrés Rojas        | Árbitro(s): Andrés Rojas |

### Cuartos de final
- La hora de cada encuentro corresponde al huso horario que rige a Colombia (UTC-5).

| 12 de septiembre, 19:00 | Jaguares | 0:0     | Millonarios | Estadio Jaraguay, Montería         |                                    |
|                         |          | Reporte |             | Árbitro(s): Ricardo García Becerra | Árbitro(s): Ricardo García Becerra |

| 26 de septiembre, 20:40 | Millonarios                              | 1:1 (0:1) (3:1 p.)         | Jaguares                        | Estadio El Campín, Bogotá |                           |
|                         | Barreto 72'                              |                            | Roa 43'                         | Árbitro(s): Mario Herrera | Árbitro(s): Mario Herrera |
|                         |                                          | Tiros desde el punto penal |                                 |                           |                           |
|                         | Cadavid · Domínguez · Hauche · del Valle |                            | Rojas · Zuluaga · Diaz · Alzáte |                           |                           |

| 12 de septiembre, 19:30 | Santa Fe     | 1:1 (0:0) | Once Caldas | Estadio El Campín, Bogotá |                          |
|                         | Morelo 90+3' |           | Nieto 52'   | Árbitro(s): Éder Vergara  | Árbitro(s): Éder Vergara |

| 26 de septiembre, 18:30 | Once Caldas                                                        | 0:0 (6:5 p.)               | Santa Fe                                                           | Estadio Palogrande, Manizales        |  |
|                         |                                                                    |                            |                                                                    | Árbitro(s): Bismark Santiago Pitalua |  |
|                         |                                                                    | Tiros desde el punto penal |                                                                    |                                      |  |
|                         | Lemos · Correa · Rodríguez · Velasco · Nieto · Carbonero · Arias · |                            | Morelo · Herrera · Gordillo · Valencia · Zapata · Urrego · Perlaza |                                      |  |

| 12 de septiembre, 19:00 | Itagüí Leones | 0:0     | La Equidad | Estadio M. Ciudad de Itagüí, Itagüí   |                                       |
|                         |               | Reporte |            | Árbitro(s): Carlos Betancur Gutiérrez | Árbitro(s): Carlos Betancur Gutiérrez |

| 26 de septiembre, 19:30 | La Equidad                              | 3:3 (0:1) (2:4 p.)         | Itagüí Leones                       | Estadio Metrop. de Techo, Bogotá |                                  |
|                         | Motta 47', 55' · Camacho 68'            |                            | Rendón 15' · Otero 82', 90+3'       | Árbitro(s): Nolberto Ararat Mora | Árbitro(s): Nolberto Ararat Mora |
|                         |                                         | Tiros desde el punto penal |                                     |                                  |                                  |
|                         | Torralvo · Mahecha · Nájera · Cabezas · |                            | Jaramillo · Otero · Lemus · Montoya |                                  |                                  |

| 13 de septiembre, 19:45 | Atlético Nacional | 1:0 (0:0) | Junior | Estadio Atanasio Girardot, Medellín                        |                                                            |
|                         | Bocanegra 52'     | Reporte   |        | Asistencia: 8 842 espectadores Árbitro(s): Gustavo Murillo | Asistencia: 8 842 espectadores Árbitro(s): Gustavo Murillo |

| 19 de septiembre, 19:30 | Junior | 0:0     | Atlético Nacional | Estadio Metropolitano, Barranquilla |                           |
|                         |        | Reporte |                   | Árbitro(s): Mario Herrera           | Árbitro(s): Mario Herrera |

### Semifinales
- La hora de cada encuentro corresponde al huso horario que rige a Colombia (UTC-5).

| 5 de octubre, 19:45 | Once Caldas | 1:0 (1:0) | Millonarios | Estadio Palogrande, Manizales    |                                  |
|                     | Steer 9'    | Reporte   |             | Árbitro(s): Nolberto Ararat Mora | Árbitro(s): Nolberto Ararat Mora |

| 12 de octubre, 19:45 | Millonarios | 1:1 (1:1) | Once Caldas | Estadio El Campín, Bogotá   |                             |
|                      | Salazar 7'  | Reporte   | Amaya 33'   | Árbitro(s): Carlos Betancur | Árbitro(s): Carlos Betancur |

| 3 de octubre, 19:30 | Itagüí Leones | 0:1 (0:1) | Atlético Nacional | Estadio M. Ciudad de Itagüí, Itagüí |                                    |
|                     |               | Reporte   | Moreno 4'         | Árbitro(s): Jhon Hinestroza Romaña  | Árbitro(s): Jhon Hinestroza Romaña |

| 11 de octubre, 19:45 | Atlético Nacional                       | 3:1 (3:1) | Itagüí Leones | Estadio Atanasio Girardot, Medellín                     |                                                         |
|                      | Moreno 27' · Rivas 50' · J. Ramírez 78' | Reporte   | Otero 73'     | Asistencia: 7.986 espectadores Árbitro(s): Luis Sánchez | Asistencia: 7.986 espectadores Árbitro(s): Luis Sánchez |

### Final
- La hora de cada encuentro corresponde al huso horario que rige a Colombia (UTC-5).

| 24 de octubre, 19:00 | Once Caldas    | 2:2 (1:1) | Atlético Nacional   | Estadio Palogrande, Manizales                               |                                                             |
|                      | Steer 41', 48' | Reporte   | A. Ramírez 32', 78' | Asistencia: 28.000 espectadores Árbitro(s): Carlos Betancur | Asistencia: 28.000 espectadores Árbitro(s): Carlos Betancur |

| 1 de noviembre, 19:00 | Atlético Nacional                 | 2:1 (1:0) | Once Caldas   | Estadio Atanasio Girardot, Medellín |                           |
|                       | Hernández 45+2' · Bocanegra 90+1' | Reporte   | Carbonero 75' | Árbitro(s): Mario Herrera           | Árbitro(s): Mario Herrera |

|                                      |
| Bandera de Colombia                  |
| Campeón Atlético Nacional 4.º título |

## Estadísticas

### Tabla general
| Pos. | Equipos                   | PJ | PG | PE | PP | GF | GC | Dif. | Pts. | Rend.   |
| ---- | ------------------------- | -- | -- | -- | -- | -- | -- | ---- | ---- | ------- |
| 1.   | Atlético Nacional(n)      | 8  | 6  | 2  | 0  | 11 | 4  | 7    | 20   | 83,3 %  |
| 2.   | Once Caldas               | 10 | 5  | 4  | 1  | 13 | 8  | 5    | 19   | 63,3 %  |
| 3.   | Millonarios(n)            | 6  | 2  | 3  | 1  | 6  | 3  | 3    | 9    | 50 %    |
| 4.   | Itagüí Leones             | 8  | 2  | 2  | 4  | 9  | 12 | - 3  | 8    | 33,3 %  |
| 5.   | La Equidad                | 6  | 2  | 4  | 0  | 7  | 4  | 3    | 10   | 55,5 %  |
| 6.   | Junior(n)                 | 4  | 2  | 1  | 1  | 4  | 2  | 2    | 7    | 58,3 %  |
| 7.   | Santa Fe(n)               | 4  | 1  | 3  | 0  | 4  | 3  | 1    | 6    | 50 %    |
| 8.   | Jaguares(n)               | 4  | 1  | 2  | 1  | 3  | 3  | 0    | 5    | 41,7 %  |
| 9.   | Deportes Quindío          | 8  | 3  | 2  | 3  | 9  | 7  | 2    | 11   | 45,83 % |
| 10.  | Atlético Bucaramanga      | 4  | 2  | 0  | 2  | 6  | 5  | 1    | 6    | 50 %    |
| 11.  | Envigado F. C.            | 4  | 1  | 2  | 1  | 4  | 4  | 0    | 5    | 41,7 %  |
| 12.  | Boyacá Chicó              | 4  | 1  | 1  | 2  | 4  | 7  | - 3  | 4    | 33,3 %  |
| 13.  | América de Cali(n)        | 2  | 1  | 0  | 1  | 2  | 2  | 0    | 3    | 50,0 %  |
| 14.  | Patriotas                 | 4  | 0  | 2  | 2  | 1  | 3  | - 2  | 2    | 16,6 %  |
| 15.  | Independiente Medellín(n) | 2  | 0  | 0  | 2  | 1  | 3  | - 2  | 0    | 0 %     |
| 16.  | Deportivo Cali(n)         | 2  | 0  | 0  | 2  | 0  | 3  | - 3  | 0    | 0 %     |
| 17.  | Cúcuta Deportivo          | 6  | 4  | 1  | 1  | 8  | 5  | 3    | 13   | 72,2 %  |
| 18.  | Barranquilla F. C.        | 6  | 3  | 1  | 2  | 5  | 5  | 0    | 10   | 55,5 %  |
| 19.  | Deportivo Pereira         | 6  | 3  | 0  | 3  | 11 | 7  | 4    | 9    | 50 %    |
| 20.  | Atlético Huila            | 2  | 1  | 0  | 1  | 3  | 4  | -1   | 3    | 50 %    |
| 21.  | Alianza Petrolera         | 2  | 0  | 2  | 0  | 1  | 1  | 0    | 2    | 33,3 %  |
| 22.  | Deportes Tolima           | 2  | 0  | 2  | 0  | 1  | 1  | 0    | 2    | 33,3 %  |
| 23.  | Deportivo Pasto           | 2  | 0  | 1  | 1  | 1  | 2  | -1   | 1    | 16,6 %  |
| 24.  | Rionegro Águilas          | 2  | 0  | 1  | 1  | 0  | 1  | -1   | 1    | 16,6 %  |
| 25.  | Cortuluá                  | 4  | 3  | 0  | 1  | 4  | 5  | -1   | 9    | 75 %    |
| 26.  | Universitario             | 4  | 2  | 1  | 1  | 3  | 3  | 0    | 7    | 58,3 %  |
| 27.  | Real Cartagena            | 4  | 1  | 1  | 2  | 4  | 5  | -1   | 4    | 33,3 %  |
| 28.  | Llaneros                  | 4  | 0  | 2  | 2  | 2  | 4  | -2   | 2    | 16,6 %  |
| 29.  | Fortaleza CEIF            | 2  | 1  | 0  | 1  | 3  | 4  | -1   | 3    | 50 %    |
| 30.  | Unión Magdalena           | 2  | 0  | 2  | 0  | 1  | 1  | 0    | 2    | 33,3 %  |
| 31.  | Valledupar F. C.          | 2  | 0  | 1  | 1  | 2  | 3  | -1   | 1    | 16,6 %  |
| 32.  | Tigres F. C.              | 2  | 0  | 1  | 1  | 0  | 1  | -1   | 1    | 16,6 %  |
| 33.  | Orsomarso                 | 2  | 0  | 1  | 1  | 0  | 1  | -1   | 1    | 16,6 %  |
| 34.  | Bogotá F. C.              | 2  | 0  | 1  | 1  | 1  | 4  | -3   | 1    | 16,6 %  |
| 35.  | Real Santander            | 2  | 0  | 0  | 2  | 1  | 3  | -2   | 0    | 0 %     |
| 36.  | Atlético F. C.            | 2  | 0  | 0  | 2  | 0  | 2  | -2   | 0    | 0 %     |

Nota: Atlético Nacional, Independiente Medellín, Millonarios y Santa Fe están clasificados directamente a octavos de final, por lo que jugaron menos partidos que el resto de equipos.
|  |                                                 |
|  | Campeón. (Clasificado a Copa Libertadores 2019) |
|  | Finalista.                                      |
|  | Clasificados a semifinales.                     |
|  | Clasificados a cuartos de final.                |
|  | Clasificados a octavos de final.                |
|  | Eliminados en fase de grupos.                   |

### Goleadores
| Jugador               | Equipo               | Goles |
| --------------------- | -------------------- | ----- |
| David Lemos           | Once Caldas          | 3     |
| Michael Rangel        | Atlético Bucaramanga | 3     |
| Ricardo Steer         | Once Caldas          | 3     |
| Antony Otero          | Itagüí Leones        | 3     |
| Aldo Leão Ramírez     | Atlético Nacional    | 2     |
| Dayro Moreno          | Atlético Nacional    | 2     |
| Carlos Rivas          | Atlético Nacional    | 2     |
| Daniel Bocanegra      | Atlético Nacional    | 2     |
| Juan Salazar          | Millonarios          | 2     |
| Roque Caballero       | Cúcuta Deportivo     | 2     |
| Stalin Motta          | La Equidad           | 2     |
| Wilson Carpintero     | Deportes Quindío     | 2     |
| Miguel Murillo        | Real Cartagena       | 2     |
| Carlos Peralta        | La Equidad           | 2     |
| Anderson Angulo       | Itagüí Leones        | 2     |
| Fernando Aristeguieta | América de Cali      | 2     |
| Hernán Burbano        | Santa Fe             | 2     |
| Darwin Carrero        | Cúcuta Deportivo     | 2     |
| Rafael Navarro        | Deportivo Pereira    | 2     |
| Yorley Mena           | Deportivo Pereira    | 2     |
| Camilo Díaz           | Barranquilla F. C.   | 2     |

Fuente.